# 애꾸라 불린 여자
《애꾸라 불린 여자》(스웨덴어: Thriller – en grym film)는 1973년 제작된 스웨덴의 엑스플로이테이션 영화이다. 보 아르네 비베니우스가 감독·각본·제작을 맡았다.